# Шустер, Йозеф
Йозеф Шустер (нем. Joseph Schuster; 11 августа 1748, Дрезден — 24 июля 1812, там же) — немецкий композитор.
Учился у Иоганна Георга Шюрера, в 1765—1768 гг. вместе с Францем Зайдельманом и Иоганном Готлибом Науманом отправлен в счёт стипендии курфюрста в Италию, где занимался у Джироламо Перы. В 1773 г. поставил в Дрездене свою первую оперу буффа «Верность в любви» (итал. La fedeltà in amore). В 1774—1777 гг. вновь предпринял поездку в Италию, и в 1776 г. первая опера сериа Шустера «Покинутая Дидона» (итал. La Didone abbandonata) на либретто Метастазио была поставлена в Неаполе и имела большой успех, который Шустер в том же году развил следующей оперой «Демофонт». Наконец, в 1778—1781 гг. Шустер в третий раз жил и работал в Италии, после чего уже практически не покидал Дрездена, возглавляя, вместе с Зайдельманом, придворный оперный театр. Помимо опер Шустер писал церковную и камерную музыку — в частности, ему принадлежат струнные квартеты, на протяжении полутора столетий приписывавшиеся Моцарту (так называемые «Миланские квартеты»), — их авторство установил только в 1966 г. Людвиг Финшер.